# Jun Fukuda
Jun Fukuda (Manciuria, 17 febbraio 1923 – 3 dicembre 2000) è stato un regista giapponese, che ha girato alcuni film su Godzilla.

## Filmografia parziale
- The Secret of the Telegian, (1960)
- Il ritorno di Godzilla, (Gojira, Ebira, Mosura: Nankai no Daikettō), (1966)
- Il figlio di Godzilla (Kaijū-tō no Kessen: Gojira no Musuko), (1967)
- Godzilla contro i giganti (Chikyū Kogeki Meirei: Gojira tai Gaigan), (1972)
- Godzilla vs Megalon - Ai confini della realtà (Gojira tai Megaro) (1973)
- Godzilla contro i robot (Gojira tai Mekagojira), (1974)
- Guerra spaziale (Wakusei daisenso), (1977)